# 勒托利
勒托利（法語：Le Tholy，法語發音：[lə tɔli] ⓘ）是法国大東部大區孚日省的一个市镇，属于埃皮纳勒区。

## 地理
勒托利（48°4'59"N, 6°44'38"E）面积30.76 平方千米，位于法国大東部大區孚日省，该省份为法国东北部内陆省份，北起默兹省和默尔特-摩泽尔省，西接上马恩省，南至上索恩省和贝尔福地区省，东临上莱茵省和下莱茵省。
与勒托利接壤的市镇（或旧市镇、城区）包括：雷欧帕勒、克勒里、拉福尔日、热拉尔梅、列泽、萨普瓦、勒桑迪卡、唐东、瓦涅。

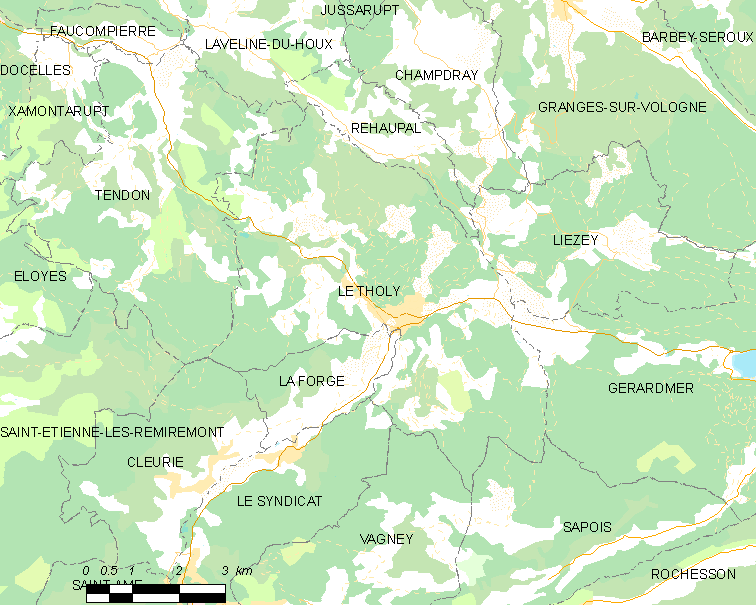
勒托利的OSM定位图

勒托利的时区为UTC+01:00、UTC+02:00（夏令时）。

## 行政
勒托利的邮政编码为88530，INSEE市镇编码为88470。

## 政治
勒托利所属的省级选区为拉布雷斯县。

## 人口

1962-2008年间勒托利人口变化图示

勒托利于2022年1月1日时的人口数量为1495人。